# راجنار لوندبيرغ
راجنار لوندبيرغ (بالسويدية: Ragnar Lundberg)‏ هو القافز بالزانة سويدي، ولد في 22 سبتمبر 1924، وتوفي في 10 يوليو 2011 في كالمار في السويد.

## وصلات خارجية
- راجنار لوندبيرغ على موقع اللجنة الأولمبية الدولية (الإنجليزية)
- راجنار لوندبيرغ على موقع أوليمبيديا (الإنجليزية)
- راجنار لوندبيرغ على موقع اللجنة الأولمبية السويدية (السويدية)